# Hradec Králové
Hradec Králové (pronúnciaⓘ; designada Königgrätz em alemão) é uma cidade checa (a oitava maior do país) localizada na região de Hradec Králové, da qual é capital, na Boémia oriental. Fica situada na confluência do rio Elba e do rio Orlice. É um importante centro académico e constitui também um nó importante da rede de transportes da Boémia oriental. 

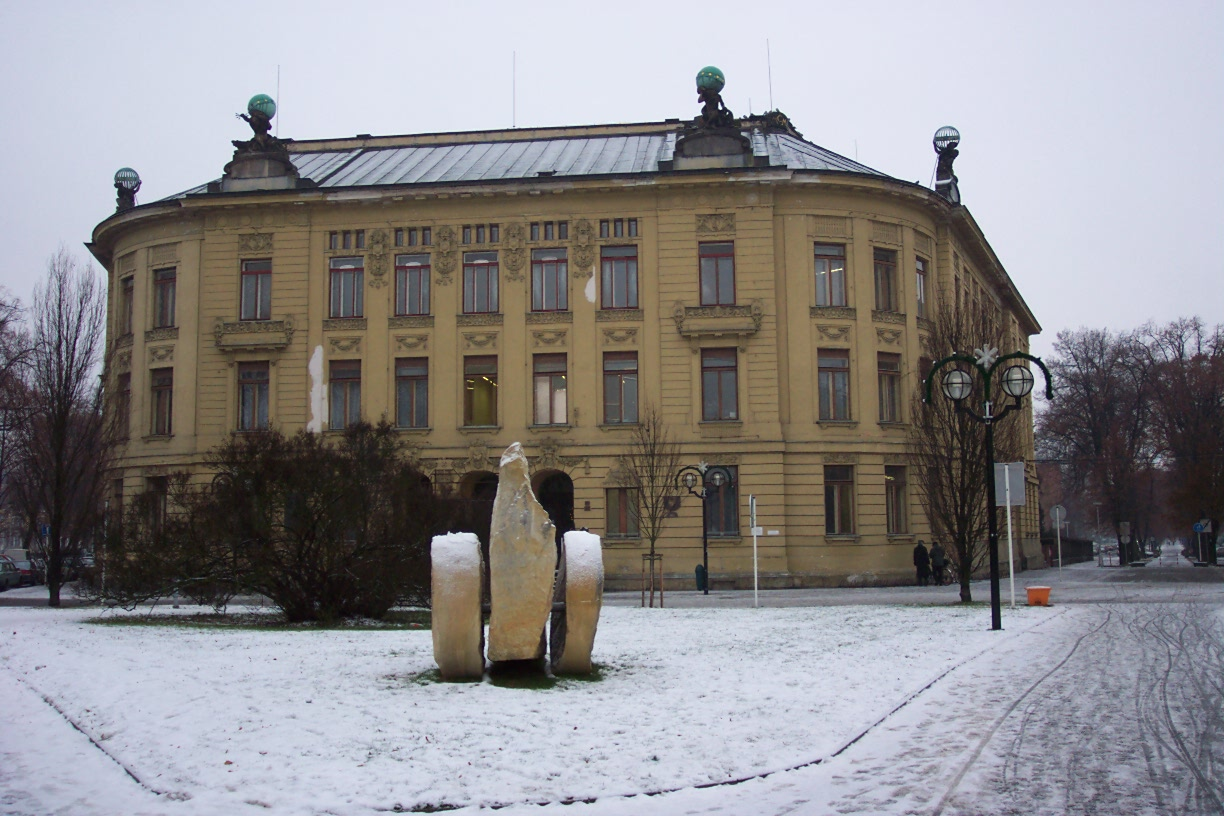